# Municipio de Middleville
El municipio de Middleville (en inglés: Middleville Township) es un municipio ubicado en el condado de Wright en el estado estadounidense de Minnesota. En el año 2010 tenía una población de 937 habitantes y una densidad poblacional de 10,25 personas por km².

## Geografía
El municipio de Middleville se encuentra ubicado en las coordenadas 45°6′58″N 94°3′48″O / 45.11611, -94.06333. Según la Oficina del Censo de los Estados Unidos, el municipio tiene una superficie total de 91.45 km², de la cual 86,55 km² corresponden a tierra firme y (5,36 %) 4,9 km² es agua.

## Demografía
Según el censo de 2010, había 937 personas residiendo en el municipio de Middleville. La densidad de población era de 10,25 hab./km². De los 937 habitantes, el municipio de Middleville estaba compuesto por el 98,83 % blancos, el 0,21 % eran afroamericanos, el 0,32 % eran amerindios, el 0,21 % eran asiáticos, el 0,32 % eran de otras razas y el 0,11 % eran de una mezcla de razas. Del total de la población el 0,64 % eran hispanos o latinos de cualquier raza.